# Actien-Bierbrauerei zu Reisewitz

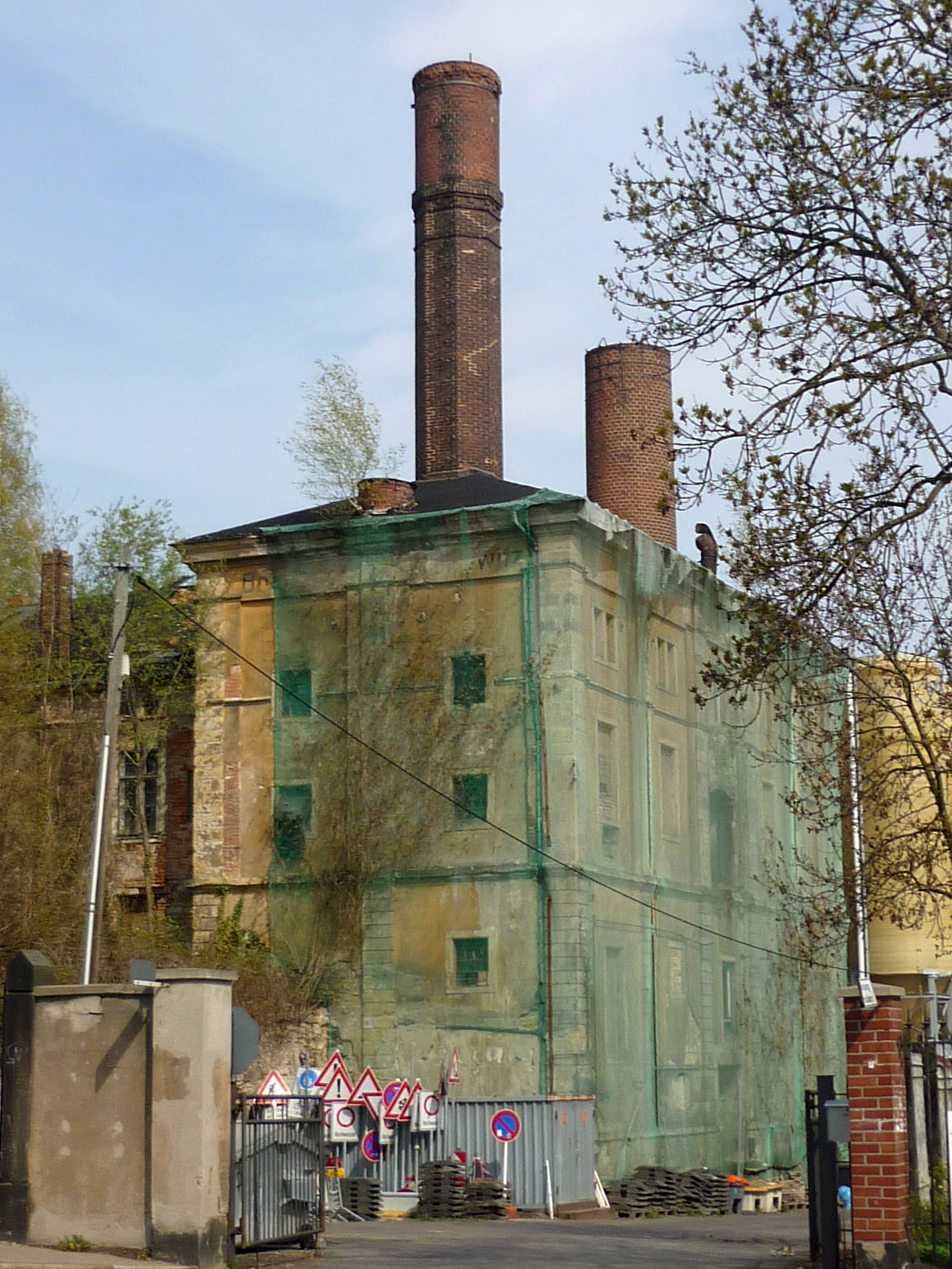
Ehemaliges Brauereigelände

Die Actien-Bierbrauerei zu Reisewitz war eine Bierbrauerei im Dresdner Stadtteil Plauen.

## Geschichte

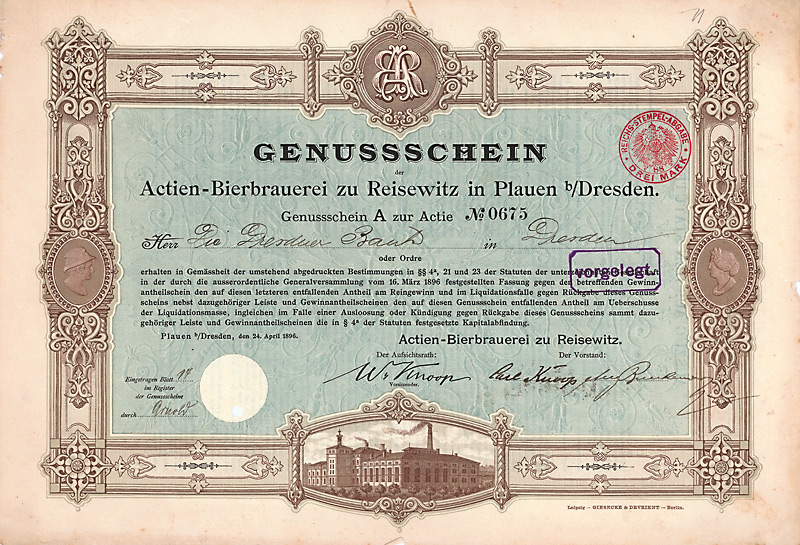
Genussschein der Actien-Bierbrauerei zu Reisewitz vom 24. April 1896

Am 16. April 1868 wurde die Actien-Bierbrauerei zu Reisewitz gegründet. Nach einer Urkunde soll an gleicher Stelle bereits 1677 eine Brauerei existiert haben.
Am 25. Januar 1869 nahm die Brauerei ihren Betrieb auf. Durch das gute Grundwasser konnte hochwertiges Bier, vor allem untergäriges und alkoholarmes Weizenmalzbier, produziert werden. Ab 1887 wurde Bier in Flaschen abgefüllt. Im Geschäftsjahr 1898/99 wurden 79.573 Hektoliter Bier gebraut.
Infolge des Ersten Weltkriegs war die Brauerei 1921 gezwungen, eine Interessengemeinschaft mit der Dresdner Felsenkellerbrauerei einzugehen. Diese und weitere Rettungsbemühungen scheiterten und 1930 wurde der Brauereibetrieb eingestellt. Reisewitzer Bier wurde nun im Lohnbrauverfahren in der Felsenkellerbrauerei gebraut und über das Vertriebsnetz der Reisewitzer Brauerei verlegt. Nach der Bombardierung Dresdens endet die Lohnbrauerei.

## Biersorten
- Einfach-Dunkel
- Einfach-Hell
- Doppelbock
- Lagerbier
- Pilsner Bier
- Pilsner
- Exportbier
- Löwenbier
- Culmbacher Bier
- Münchner Bier
- Spezial
- Edel-Märzen
- Weizen-Bier